# ГЕС Сан-Сіман
ГЕС Сан-Сіман (порт. Usina Hidrelétrica de São Simão) — гідроелектростанція на сході Бразилії на межі штатів Мінас-Жерайс та Гояс. Розташована між ГЕС Кашуейра-Дорада (вище по течії) та ГЕС Ілля-Солтейра, входить до складу каскаду на Паранаїбі (правий виток другої за довжиною річки Південної Америки Парани).
У межах проєкту Паранаїбу перекрили комбінованою греблею, що складається із кількох ділянок:
- лівобережна земляна висотою 64 метри та довжиною 952 метри;
- центральна кам'яно-накидна із глиняним ядром висотою 127 метрів та довжиною 805 метрів;
- правобережна земляна висотою 71 метр та довжиною 1315 метрів;
- бетонні конструкції довжиною 563 метри.

Ця споруда утримує велике водосховище з площею поверхні 678 км2 та об'ємом 12,54 млрд м3 (корисний об'єм 5,54 млрд м3), в якому можливе операційне коливання рівня поверхні між позначками 390,5 та 401 метр НРМ.
Пригреблевий машинний зал обладнали шістьома турбінами типу Френсіс потужністю по 285 МВт, що при напорі у 72,9 метра повинні виробляти близько 11,2 млрд кВт·год електроенергії на рік.